# Juan Carlos Iragorri
Juan Carlos Iragorri Marchant (Cali, 20 de febrero de 1961) es un periodista colombiano de prensa, radio y televisión, que presenta el pódcast en español de The Washington Post y que dirige Voces RCN, el programa de opinión de RCN Radio, de Colombia. Ha publicado tres libros de entrevistas, ha recibido becas en universidades de Estados Unidos y el Reino Unido, y ha sido galardonado nacional e internacionalmente.

## Biografía
Es el único hijo del bacteriólogo Édgar Iragorri Zamorano, de familia de Popayán y fallecido en 1979, y de Gladys Marchant Triana. Estudió en el Colegio Anglo Colombiano de Bogotá y terminó luego la carrera de Jurisprudencia en la Universidad del Rosario. 
Después de haber trabajado tres años en la División Jurídica de la compañía Bavaria, empezó a hacer periodismo en 1987 en el diario “El Siglo” de Bogotá, donde manejó la Sección Internacional. Dos años más tarde fue contratado por Enrique Santos Castillo para la misma sección en el diario “El Tiempo”, el más importante del país.De ahí pasó a la jefatura de Redacción de la revista “Cromos” y en 1991 a la dirección en Bogotá de la oficina de “El País”, de Cali. Un año después, fue contratado como jefe de Redacción de la revista “Semana”, considerada en ese momento por “The Economist” y “The Washington Post” como la mejor de América Latina.
En esa época, “Semana” alcanzó la circulación más alta de su historia. La revista cubría los embates de los carteles de la droga contra el Estado colombiano. Los narcotraficantes de Medellín y Cali, entre ellos el capo Pablo Escobar mataban a miles de policías, jueces, dirigentes políticos y ciudadanos inocentes. También amenazaba la revista. Más adelante, en 1994, “Semana” comenzó la cobertura de la infiltración de dineros del cartel de Cali en la campaña presidencial victoriosa de Ernesto Samper Pizano, lo que dio origen al llamado Proceso 8.000.
En 1996, Iragorri fue nombrado corresponsal de “El Tiempo” en Madrid, desde donde cubrió no solo lo que ocurría en España sino en otros países europeos. En 2002 entró al equipo principal de la emisora La FM de RCN y luego al de La W, bajo la dirección de Julio Sánchez Cristo. Después se vinculó a la Cadena Básica de RCN Radio, donde trabaja desde entonces.
Entre 2011 y 2018, Iragorri dirigió y presentó en el canal NTN24 desde Washington el programa de televisión “Club de Prensa”. El programa se emitía en directo de lunes a viernes, y en él no solo periodistas y expertos hispanohablantes se referían a las noticias del día en el mundo. Muchos protagonistas de la noticia fueron entrevistados.
Desde finales de 2019, Iragorri es el principal encargado de “El Washington Post”, el pódcast en español de “The Washington Post”, que se emite de martes a viernes y que habla de las principales noticias mundiales, aunque hace énfasis en lo que sucede en las Américas. Sus compañeros son la periodista española Dori Toribio y el colombiano Jorge Espinosa. Según el diario madrileño “El País”, ese es “uno de los 20 podcasts imprescindibles”.
Juan Carlos Iragorri ha sido galardonado en varias ocasiones. Ha recibido el Premio Internacional de Periodismo Rey de España, el Premio Emmy, el Premio Nacional de Periodismo Simón Bolívar, el Premio Planeta de Periodismo, el Premio de Círculo de Periodistas de Bogotá (CPB) y el Premio Álvaro Gómez Hurtado. Es doctor honoris causa en Periodismo de la Universidad del Cauca, y en 2014 fundó en Bogotá la Maestría en Periodismo de la Universidad del Rosario, con el apoyo de “Semana” y “RCN”, que dirigió por varios años.
Por su carrera, ha obtenido tres becas. Una de la Fundación Reuters en la Universidad de Oxford (2001-2002), otra del Centro Weatherhead de Asuntos Internacionales de la Universidad de Harvard (2007-2008) y otra del Shorenstein Center de la Escuela de Gobierno John F. Kennedy, también en Harvard (2019).
Además, ha publicado tres libros de entrevistas, uno con el escritor y periodista Antonio Caballero, otro con el exjefe del grupo guerrillero M-19 Antonio Navarro Wolf, y otro más con Felipe López, el fundador de “Semana”. Todos han sido editados por Planeta y han sido “best-sellers”.
Iragorri, que vive ahora entre Madrid, Soria y Bogotá, se casó en 1989 con la periodista colombiana Lina María Múnera. Tienen dos hijos: Martín (1990) y Ana (1992).